# Derby Krakowa

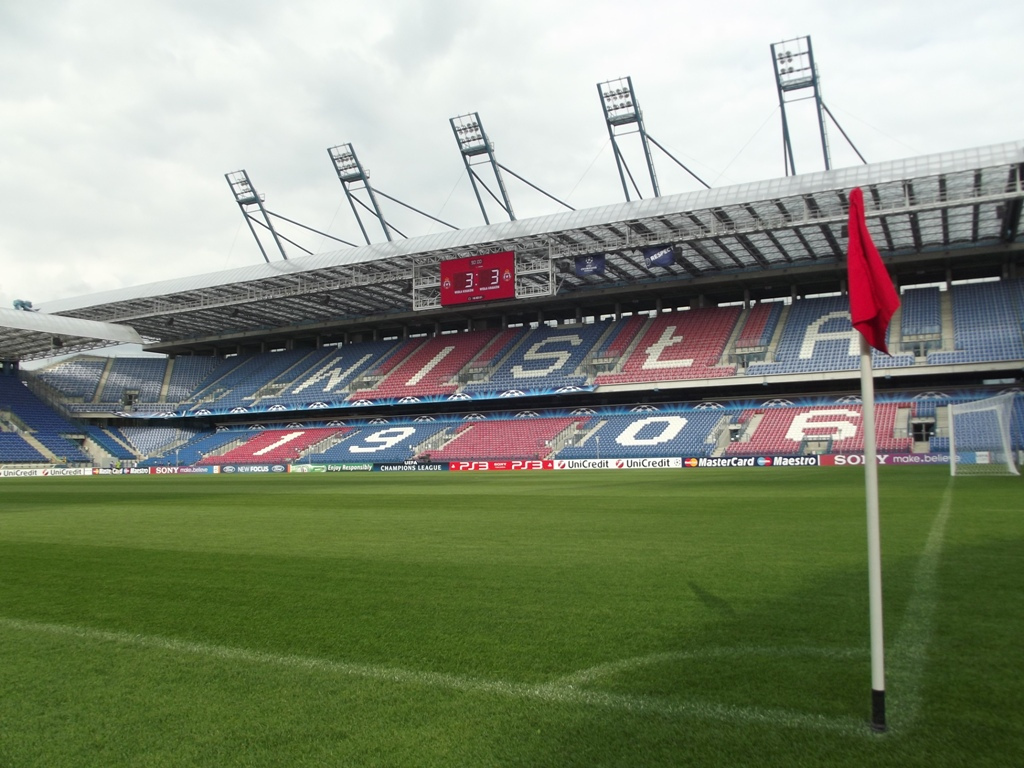
Wisla-Stadion.

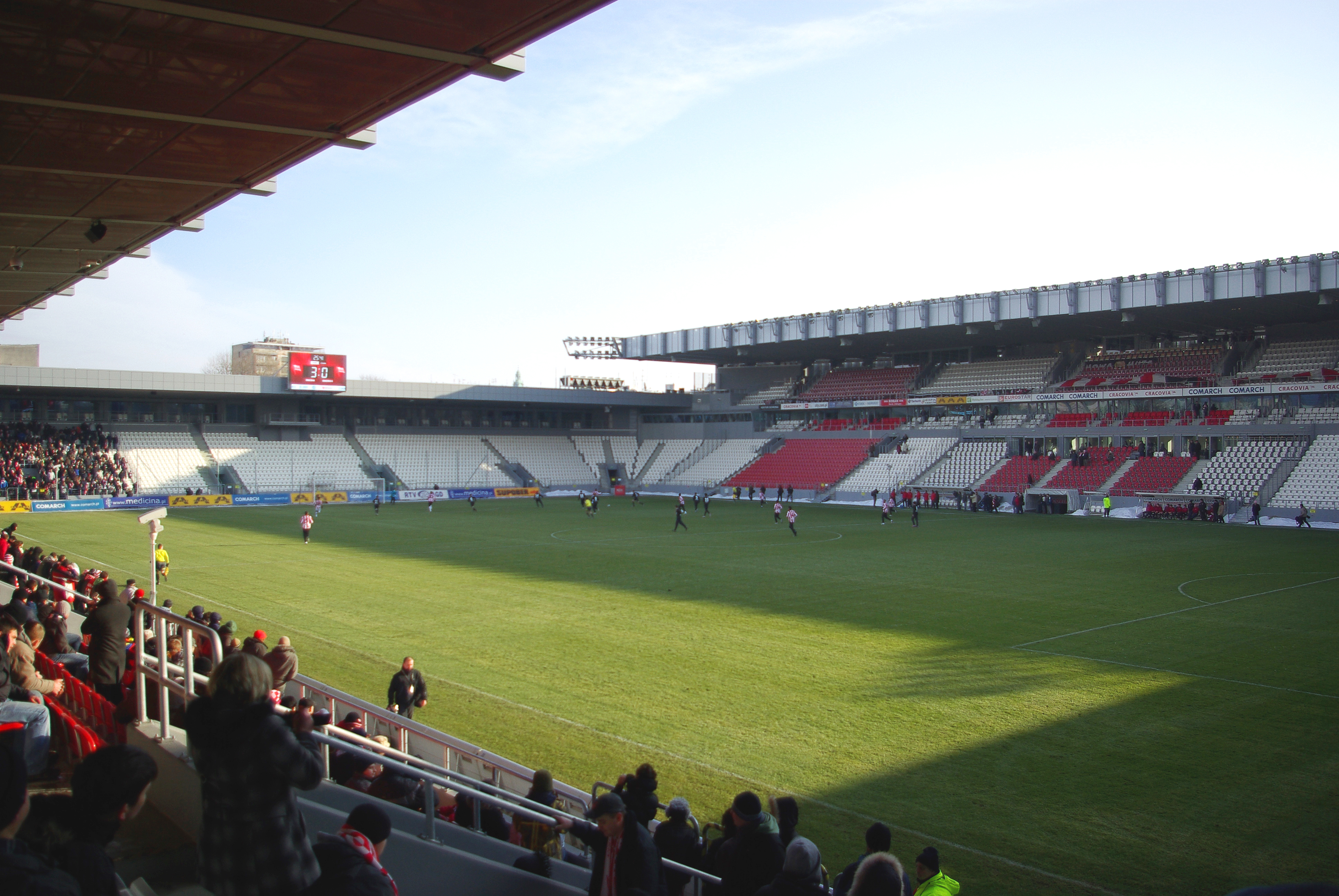
Cracovia-Stadion.

Das Derby Krakowa (polnisch für Krakauer Derby) ist die Begegnung zwischen den Krakauer Fußballvereinen Wisla und Cracovia. Das Derby ist auch bekannt unter der Bezeichnung „Święta Wojna“ (Heiliger Krieg). Sie geht zurück auf den zwischen 1916 und 1930 für Cracovia spielenden Verteidiger Ludwik Gintel, der irgendwann um 1920 vor einem Derby gegen Wisla gesagt haben soll: „Meine Herren, wir gehen jetzt in den heiligen Krieg“.

## Derbybilanz
Einschließlich der am 7. Oktober 2018 ausgetragenen Begegnung, die Cracovia im heimischen Stadion 0:2 gegen Wisla verlor, wurde das Derby Krakowa bisher insgesamt 198 Mal ausgetragen. Aus diesen Auseinandersetzungen ging Wisla 92 Mal als Sieger hervor, Cracovia gewann 60 Begegnungen und 46 Partien endeten unentschieden.

## Soziologische Merkmale
Die Fans von Wisla sehen sich selbst gerne als den einzig wahren polnischen Verein der Stadt,  während sie Cracovia als den Verein der damaligen Besatzungsmacht Österreich-Ungarn wahrnehmen. Tatsächlich geht die Gründung von Cracovia (wie Wisla 1906 gegründet, aber zu einem früheren Zeitpunkt) auf eine Initiative des jüdischen Arztes Dr. Lustgarten zurück. Sein jüdisches Flair sowie seine aristokratischen und bürgerlichen Strömungen waren jedenfalls auch den kommunistischen Machthabern ein Dorn im Auge, weshalb das zum „uniformierten Sportverein“ umfunktionierte Wisla – von 1948 bis 1955 unter der Bezeichnung „Gwardia“ (dt. Garde) antretend – während der kommunistischen Epoche über weite Strecken erstklassig spielte, Cracovia hingegen nur selten im Oberhaus zu finden war. Entsprechend der Vereinshistorie gilt die Anhängerschaft von Wisla eher als staatsbefürwortend und politisch rechts, was sich unter anderem auch durch die „Ab ins Gas“-Rufe gegen Cracovia bemerkbar macht, wohingegen das aus einem studentischen Umfeld hervorgegangene Cracovia sich gerne auf sein Intellektuellen-Image bezieht.

## Geografische Merkmale
Die beiden Stadien sind nur etwa 1 km voneinander entfernt. Wislas Stadion befindet sich unmittelbar nordwestlich des Henryk-Jordan-Parks, das Stadion von Cracovia grenzt im Südosten an denselben Park. Entsprechend soll sich grob auch die geografische Aufteilung der jeweiligen Fanbasis ergeben: demnach sollen sich die Hochburgen von Wisla im Norden und Westen der Stadt befinden, während Cracovia seine Anhängerschaft vorwiegend aus dem Süden und Osten rekrutiert.
Tatsächlich sollen die „Sharks“, wie sich die gefürchteten Wisla-Hooligans nennen, und ihr Pendant, die „Jude Gang“ des Stadtrivalen Cracovia, ganze Stadtviertel unter ihre Kontrolle gebracht haben, so dass diese jeweils als ihr Hoheitsgebiet bzw. von ihren Gegnern als Feindesland angesehen werden. Weil es gelegentlich vorkommt, dass eine Kampftruppe in ein vom Gegner kontrolliertes Viertel eindringt, kamen bereits mehrfach auch gänzlich unbeteiligte Personen zu Schaden. Bei diesen Auseinandersetzungen geht es weniger um „Sport“ und „Ehre“ als um organisierte Kriminalität, in die viele Hooligans auf beiden Seiten verstrickt sind. So sollen beide Seiten u. a. den Krakauer Drogenhandel nahezu komplett kontrollieren. Zumindest bei Wisla soll die gefürchtete Hooligan-Gruppe der „Sharks“ bereits die Kontrolle über den Verein übernommen haben.